# Scioglyptis
Scioglyptis is een geslacht van vlinders van de familie spanners (Geometridae), uit de onderfamilie Ennominae.

## Soorten
- S. canescaria Guenée, 1858
- S. externaria Walker, 1866
- S. lyciaria Guenée, 1858